# Formicariidae
Famille
Les Formicariidae (ou formicariidés) sont une famille de passereaux autrefois appelée fourmiliers. Cette famille est constituée de deux genres et douze espèces de tétémas.
Ce sont des oiseaux dodus de taille petite à moyenne (de 10 à 24 cm), aux mœurs à prédominance terrestre. Ils ont de courtes ailes arrondies, de longues pattes et une queue courte, ainsi qu'une grosse tête et de grands yeux. Les teintes dominantes de leur plumage terne sont le roux, l'olive, le brun, le noir et le blanc.
Ils vivent dans les forêts et les bois de l'Amérique tropicale.

## Liste alphabétique des genres
- Chamaeza Vigors, 1825
- Formicarius Boddaert, 1783

## Liste des espèces
D'après la classification de référence (version 5.2, 2015) du Congrès ornithologique international (ordre phylogénique) :
- Formicarius colma – Tétéma colma
- Formicarius analis – Tétéma coq-de-bois
- Formicarius moniliger – Tétéma du Mexique
- Formicarius rufifrons – Tétéma à front roux
- Formicarius nigricapillus – Tétéma à tête noire
- Formicarius rufipectus – Tétéma à poitrine rousse
- Chamaeza campanisona – Tétéma flambé
- Chamaeza nobilis – Tétéma strié
- Chamaeza meruloides – Tétéma de Such
- Chamaeza ruficauda – Tétéma à queue rousse
- Chamaeza turdina – Tétéma festonné
- Chamaeza mollissima – Tétéma barré